# Pandèmia de COVID-19 a Fiji
La propagació de la pandèmia per coronavirus de 2019-2020 a Fiji es va detectar el 19 de març de 2020 tot i les mesures preventives que el país va prendre. Es tractava d'un auxiliar de vols internacionals. Tres dels altres casos es deuen a una contaminació interna en relació amb el primer cas.
En data del 18 d'abril, l'illa comptava 17 casos de persones infectades.

## Cronologia
El 19 de març el ministre de Salut, el doctor Ifereimi Waqainabete, va anunciar el primer cas confirmat de persona contagiada amb Covid-19. Es tractava d'un ciutadà fijià, auxiliar de vol d'una companyia internacional, que tornava de l'estranger. Va ser hospitalitzat a Lautoka «en un estat estable». Arran de la contaminació probable, la seva família més propera es veié confinada. El govern va declarar llavors que a partir de l'endemà, l'illa tancava les fronteres per a tots els passatgers que havien estat als Estats Units o a Europa durant els catorze dies anteriors a llur viatge i, a més, que qualsevol nouvingut hauria de fer un confinament de catorze dies. Alhora, les autoritats fijianes ordenaren el tancament de les escoles i comerços que no fossin d'alimentació, les farmàcies i els bancs a Lautoka i als indrets del voltant · . La capital i la seva contornada es posaren en quarantena, i s'hi establiren controls de policia. La companyia aèria Fiji Airways anuncià aleshores que, després d'alguns darrers vols fins al 23 de març, havia de reduir dràsticament els seus vols internacionals d'un 95 %, conservant només un enllaç dues vegades per setmana entre Nadi i Singapur.
El govern fijià va prohibir les concentracions de més de vint persones a tot el país. A conseqüència la mesura comportà l'anul·lació de tots els partits de rugbi.
El 21 de març, el ministeri de Salut informà de l'existència d'una segona pacient confirmada a Nadi, una dona de 47 anys, la mare de l'auxiliar de vol hospitalitzat, que ja feia una quarantena. Va ser aleshores el primer cas de contaminació interna del país. Va ser admesa a l'hospital «en un estat estable » · . El 23 de març, el nebot del primer infectat, d'una edat de 14 mesos, va tenir una prova positiva de virus, i hospitalisé ell també «en un estat estable».
El 24 de març, un ciutadà fijià de 28 anys, que havia tornat recentment d'Austràlia i sense cap vincle familiar amb els tres primers contagiats, va fer una prova positiva i es va hospitalitzar. Tot i que presentava cap símptoma quan va aterrar al país, havia respectat l'obligació de confinament al seu domicili a partir de la seva arribada, i avait développé les symptômes du virus durant el seu confinament. Un cinquè cas es descobrí el 26 de març a Lautoka; una dona de 37 anys que havia participat a una classe de zumba amb l'auxiliar de vol infectat. Aquell mateix dia, el govern va anunciar que es vedaven els desplaçaments entre les illes del país a partir del 29 de març, per a contenir l'expansió del virus a tot el conjunt del territori.

## Dades estadístiques
Evolució del nombre de persones infectades amb COVID-19 a Fiji